# William Prunier
William Prunier (Montreuil, 14 agosto 1967) è un allenatore di calcio ed ex calciatore francese, di ruolo difensore.

## Carriera

### Club
Difensore centrale francese, iniziò la sua carriera da professionista con la maglia dell'Auxerre, dove collezionò ben 221 presenze, condite da 21 marcature, dal 1984 al 1993. In seguito ebbe altre due esperienze in patria nelle due stagioni successive, rispettivamente all'Olympique Marsiglia e al Bordeaux. Nel 1995, sponsorizzato dall'amico Éric Cantona, si trasferì oltremanica per vestire la prestigiosa maglia del Manchester Utd. Tuttavia, la sua esperienza con i Red Devils non fu felice; Prunier collezionò solamente due presenze sotto la guida di Sir Alex Ferguson, che non lo prese più in considerazione dopo una prestazione negativa contro il Tottenham.
Prunier emigrò quindi in Danimarca, nel Copenaghen. Nella stagione 1996/97 tornò in patria per vestire la maglia del Montpellier, con cui scese in campo per 27 volte. Viene ricordato in Italia per una breve e poco memorabile apparizione con la maglia del Napoli nella stagione 1997/98. Il francese, infatti, è passato alla storia come uno dei peggiori acquisti sia del calcio inglese che di quello italiano. Fu acquistato dall'allora Presidente del Napoli, l'ingegner Corrado Ferlaino, che disse di lui: "Non sarà un adone, ma vi assicuro che è un giocatore di grande efficacia".
Alcune leggende narrano che il massimo dirigente della società partenopea si basò soltanto su alcuni filmati per valutare positivamente il macchinoso difensore francese. L'avventura napoletana di Prunier durò appena tre presenze, fra cui si ricorda una pesante sconfitta allo Stadio Olimpico per 6-2 contro la Roma, in cui Abel Balbo realizzò una tripletta, eludendo la debole marcatura del difensore francese. I giornalisti italiani gli affibbiarono un secco quattro in pagella, definendo Prunier "forte e statico come una quercia".
Dopo il breve cameo all'ombra del Vesuvio, l'ascesa europea di Prunier volse al termine. Il difensore riuscì ad ottenere discreti risultati solo in Patria, dove militò cinque stagioni nel Tolosa, dal 1999 al 2004, giocando anche in Terza Divisione. Concluse la carriera nell'Al-Sailiya, in Qatar.

### Nazionale
Ha disputato una sola gara con la nazionale francese: la prestigiosa amichevole contro il Brasile disputata il 26 agosto 1992.

## Statistiche

### Cronologia presenze e reti in nazionale
| Cronologia completa delle presenze e delle reti in nazionale ― Francia | Cronologia completa delle presenze e delle reti in nazionale ― Francia | Cronologia completa delle presenze e delle reti in nazionale ― Francia | Cronologia completa delle presenze e delle reti in nazionale ― Francia | Cronologia completa delle presenze e delle reti in nazionale ― Francia | Cronologia completa delle presenze e delle reti in nazionale ― Francia | Cronologia completa delle presenze e delle reti in nazionale ― Francia | Cronologia completa delle presenze e delle reti in nazionale ― Francia |
| Data                                                                   | Città                                                                  | In casa                                                                | Risultato                                                              | Ospiti                                                                 | Competizione                                                           | Reti                                                                   | Note                                                                   |
| ---------------------------------------------------------------------- | ---------------------------------------------------------------------- | ---------------------------------------------------------------------- | ---------------------------------------------------------------------- | ---------------------------------------------------------------------- | ---------------------------------------------------------------------- | ---------------------------------------------------------------------- | ---------------------------------------------------------------------- |
| 26-8-1992                                                              | Parigi                                                                 | Francia                                                                | 0 – 2                                                                  | Brasile                                                                | Amichevole                                                             | -                                                                      |                                                                        |
| Totale                                                                 |                                                                        | Presenze                                                               | 1                                                                      |                                                                        | Reti                                                                   | 0                                                                      |                                                                        |